# オーブリー・フィッチ
オーブリー・レイ・フィッチ（Aubrey Wray Fitch、1883年6月11日 - 1978年5月22日）は、アメリカ合衆国の海軍軍人。最終階級は海軍大将。
海軍の飛行士であり、1920年代から海上と陸上を関連させた航空関連の重要な活動を指揮した。また後には海軍兵学校の校長を務めた。

## 経歴
フィッチは1883年6月11日にミシガン州セント・イグナスで生まれる。1902年の夏に海軍兵学校に入学し、1906年2月12日に卒業した。2年間の海上勤務では「ペンシルベニア」、「チョウンシー」に乗艦し、その後1908年2月13日に少尉に任官、「レインボー」、「コンコード」で勤務した後、ニューポートの海軍水雷ステーションにおいて水雷課程に学び、「モンゴメリー」で訓練を受けた。
水雷課程を修了すると、フィッチは「デラウェア」の艤装に従事し、その後アナポリスに戻って海軍兵学校の教官として着任、1911年から12年まで訓練士官のアシスタントを務め、12年から13年まで体育の教官を務めた。その後駆逐艦「バルチ」および「ダンカン」勤務し、続いてテリー (USS Terry, DD-25) 艦長を拝命、大西洋艦隊予備役水雷小艦隊第2部隊で活動した。
大西洋艦隊総司令部スタッフ職を務めた後、フィッチは1915年1月に「ヤンクトン」の艦長に着任、総司令官の補佐官も務めた。

### 第一次世界大戦
1917年春にアメリカ合衆国が第一次世界大戦に参戦すると、フィッチは間もなくヤンクトンの艦長職を離れ、5ヶ月間を総司令部スタッフ職で過ごす。その後「ワイオミング」に砲術士官として着任、終戦までグランド・フリートの第6戦艦戦隊で活動した。

### 戦間期
休戦が成立すると、フィッチは再び海軍兵学校で勤務し、それと平行してマサチューセッツ州ヒンガムのヒンガム海軍弾薬庫別館の検査官職も務めた。また、メイン州フレンチマンズベイの海軍燃料補給地の火器検査官も務めた。1920年8月からは高速機雷敷設艦部隊を指揮し、「ルース」および「マハン」の艦長も歴任した。
1922年12月にマハンの艦長職を離れ、フィッチは1927年3月までブラジルのリオデジャネイロで勤務した。その後ワシントンD.C.で海軍省に報告を行った後、5月に「ネバダ」に着任、同年11月には（しばしば軽蔑的に「ビーフボート」と呼ばれた）給糧艦「アークティック」艦長に着任した。
フィッチは1929年6月にフロリダ州のペンサコーラ海軍航空基地で飛行士としての訓練を受け、1930年2月4日に初飛行した。カリフォルニア州サンディエゴのノースアイランド海軍航空基地で短期間勤務した後、春に水上機母艦「ライト」艦長に着任、1931年7月にその任を離れ、海軍初の空母「ラングレー」の艦長職を務めた。
バージニア州ハンプトン・ローズのノーフォーク海軍基地の司令官職を1935年6月まで務めた後、空母戦闘部隊の参謀長となり、その後1936年4月に「レキシントン」に着任する。1937年6月から1938年5月までニューポートの海軍大学校で上級課程を修め、1938年6月にペンサコーラ海軍航空基地司令に着任する。1940年春に真珠湾を拠点とする第2偵察航空団の指揮官となり、その7ヶ月後には第1空母部隊の司令官として「サラトガ」に旗を掲揚した。1941年12月の太平洋戦争開始時、フィッチは最も経験を積んだ空母司令官の一人であった。

### 第二次世界大戦
フィッチの旗艦サラトガは、1941年12月7日の日本軍による真珠湾攻撃時はサンディエゴで整備中だったが、ウェーク島救援のために出動した。しかしながらウェーク島には日本軍が上陸したことが判明し、救援は中止された。その後1942年1月下旬にオアフ島沖で日本海軍の伊号第六潜水艦による雷撃で大破した。
フィッチ少将は1942年4月3日にウィルソン・ブラウン中将とその任を交代し、以前乗り組んだレキシントンに将旗を掲げた。珊瑚海海戦でフィッチは「レキシントン」と「ヨークタウン」から成る第17.5任務群の指揮を執る。同群はフランク・J・フレッチャー少将が指揮する任務部隊の一部であった。珊瑚海海戦は史上初の空母同士が主力として戦った海戦であった。結果として連合国軍は日本軍のポートモレスビー攻略を妨げることができたが、一方ではアメリカ海軍初の空母損失（5月8日に「レキシントン」が沈没）に終わった。
フィッチは第17任務群の旗艦である「ミネアポリス」に将旗を移した。フィッチはシャーマン艦長およびレキシントンのモートン・T・セリグマン艦長と共にミネアポリスの医務室に収容されたレキシントンの負傷した乗員たちを訪れた。珊瑚海海戦における功績で、フィッチは最初の殊勲章を受章した。
その後フィッチは以前の旗艦である「サラトガ」に将官旗を移したが、「サラトガ」を中心にして形成された任務群はミッドウェー海戦に対して到着が遅れ、参加することができなかった。
アメリカ軍初の揚陸作戦がガダルカナル島で行われてから6週間後の1942年9月20日、フィッチは南太平洋軍空母部隊の司令官となる。彼はデスクワークを嫌い、戦闘地域での危険な飛行を数多く行い、計画された作戦の基礎となる敵の航空兵力の調査を行った。この活動に関して彼は空軍殊勲十字章を受章した。
フィッチ隷下の南太平洋航空軍は海軍ばかりでなく陸軍、海兵隊、ニュージーランド軍航空部隊も配下に置き、南太平洋における連合軍の作戦活動に大きく貢献した。
部隊の航空機は連合軍の艦隊を防護し、ソロモン諸島における日本軍との戦闘で航空援護を提供した。さらに、地上部隊の活動に不可欠な偵察任務も実行し、1942年10月の南太平洋海戦および11月の第三次ソロモン海戦で日本軍艦艇の位置を報告した。
その後フィッチは初期のレーダーを使った夜間爆撃実験を監督し、写真撮影に特化した航空機を活用しての情報収集を奨励した。さらに連合軍のその領域における巧みなコーディネートが評価され、2個目の殊勲章を示すゴールド・スターを授与された。
フィッチは1944年の夏にワシントンに戻り、海軍作戦部航空次長となる。彼は巧みかつ効率的に海軍の飛行組織を指示し、航空部隊の即応性と展開能力を保証するための努力を監督し、関連する補給の全てを計画した。これらの努力により彼はレジオン・オブ・メリットを受章した。

### 戦後
対日戦勝後、1945年8月16日に海軍兵学校の校長職を引き受け、1947年1月15日まで同職を務めた。海軍兵学校長を務めた最初の飛行士出身将官であったフィッチは、海軍航空局の設立に尽力し、海軍は1945年11月28日に海軍航空局を設立した。
海軍兵学校の校長を務めた後、フィッチは海軍次官のスタッフとなり、1947年3月には海軍犯罪刑務調査委員会の委員に就任した。その後1947年7月1日にすべての現役勤務から退任した。
フィッチ大将は95歳の誕生日直前の1978年5月22日にメイン州で死去した。
彼の栄誉を称え、オリバー・ハザード・ペリー級ミサイルフリゲートの26番艦にその名が命名された。

## 参照
- この記事はアメリカ合衆国政府の著作物であるDictionary of American Naval Fighting Shipsに由来する文章を含んでいます。
- Fitch, Aubrey W., Admiral, USN - ウェイバックマシン（2001年1月9日アーカイブ分）, Naval Historical Center, Department of the Navy.